# Michael Geldreich
Michael Geldreich (* 1981 oder 1982 in Ginsheim-Gustavsburg), auch bekannt als Rufus Dipper, ist ein deutscher Jazzpianist, Songwriter, Musikproduzent und Filmkomponist.

## Leben
Geldreich wurde 1981 oder 1982 im hessischen Ginsheim-Gustavsburg geboren, wo er auch die ersten sechs Lebensjahre verbrachte, bis er mit seinen Eltern nach Oppenheim zog. Nachdem er in Wörrstadt sein Abitur absolviert hatte, trat er im Jahr 2000 mit dem Landesjugendjazzorchester Rheinland-Pfalz unter anderem in Brasilien und Südafrika auf. Anschließend studierte er Jazzpiano und Bass in Würzburg und Mainz.
Zu Beginn seiner Karriere war er unter anderem Mitglied von Coverbands, spielte auf der Mainzer Fastnacht und begleitete Hochzeitsfeiern. So gehörte er zusammen mit Thomas Neger zu den Gründern der Stimmungsband Humbas. Zu dieser Zeit war er noch häufig als Bassist tätig. 2005 wurde er von dem Musikmanager Daniel Standke entdeckt und mit anderen Musikern in Kontakt gebracht. Um 2006 gehörte er zu dem Popprojekt Benjammin, das bei EMI veröffentlicht hat. Ab dem Jahr 2008 war er Mitglied des Produzententeams Hustle Heart. Laut Sensor Magazin wirkte er in diesem bis 2012 an mehreren Produktionen mit, die Chartplatzierungen und Schallplattenauszeichnungen erreichten.
Ab 2010 arbeitete er an Veröffentlichungen für sein Jazzprojekt Rufus Dipper. 2012 erschien das erste und einzige Album Life in a Day auf Peripherique Records. Nachdem er den Namen Rufus Dipper zwischenzeitlich als Produzentenalias verwendet hatte, veröffentlicht er seit 2023 solo unter dem Namen. 2017 unterzeichnete Geldreich einen Verlagsvertrag mit Universal Music Publishing.
Mit Untitled veröffentlichte er 2022 auf dem Sichtexot-Sublabel Into Trembling Silence das erste Album unter seinem bürgerlichen Namen.
Michael Geldreich hat eine Frau und zwei Kinder und lebt in Mainz. Neben seinem Heimstudio betreibt er ein Musikstudio im Funkhaus Nalepastraße in Berlin und auf dem Hofgut Nonnenau auf einer Rheininsel nahe Mainz.

## Diskografie

### Studioalben
- 2012: Life in a Day (mit Rufus Dipper, Peripherique records)
- 2022: Untitled (Into Trembling Silence/Sichtexot)

### EPs
- 2023: Galaxy (als Rufus Dipper mit Benjamin Amaru & Time Bender)
- 2024: Waltzes from Giske (Beat Boutique)

### Filmmusik
- 2013: 40g Fleischwurst
- 2015: Traumfrauen
- 2017: Mein Blind Date mit dem Leben
- 2017: High Society
- 2022: Liebesdings
- 2022: Love Addicts

### Autorenbeteiligungen und Produktionen
Michael Geldreich als Autor (A) und Produzent (P) in den Charts

| Jahr | Titel Interpretation                                                                 | Höchstplatzierung, Gesamtwochen, AuszeichnungChartplatzierungen (Jahr, Titel, Interpretation, Platzierungen, Wochen, Auszeichnungen, Anmerkungen) | Höchstplatzierung, Gesamtwochen, AuszeichnungChartplatzierungen (Jahr, Titel, Interpretation, Platzierungen, Wochen, Auszeichnungen, Anmerkungen) | Höchstplatzierung, Gesamtwochen, AuszeichnungChartplatzierungen (Jahr, Titel, Interpretation, Platzierungen, Wochen, Auszeichnungen, Anmerkungen) | Anmerkungen                                                |
| Jahr | Titel Interpretation                                                                 | DE | AT | CH | Anmerkungen                                                |
| ---- | ------------------------------------------------------------------------------------ | --- | --- | --- | ---------------------------------------------------------- |
| 2014 | Hey Girl A Cro                                                                       | DE35 Gold · (21 Wo.)DE | AT52 (4 Wo.)AT | CH34 (2 Wo.)CH | Erstveröffentlichung: 7. November 2014 Verkäufe: + 200.000 |
| 2016 | Howling at the Moon (Englische Version) / Sur la lune (Französische Version) P Milow | DE18 Gold · (21 Wo.)DE | AT15 (15 Wo.)AT | CH71 (4 Wo.)CH | Erstveröffentlichung: 4. April 2016 Verkäufe: + 235.000    |
| 2016 | Jeder für Jeden A Felix Jaehn & Herbert Grönemeyer                                   | DE27 (8 Wo.)DE | — | — | Erstveröffentlichung: 22. April 2016                       |
| 2016 | Your Soul (Holding On) A, P Rhodes vs. Felix Jaehn                                   | DE96 (1 Wo.)DE | AT70 (1 Wo.)AT | CH93 (2 Wo.)CH | Erstveröffentlichung: 16. Dezember 2016                    |
| 2017 | Blau A, P Amanda feat. Sido                                                          | DE30 Platin · (20 Wo.)DE | — | — | Erstveröffentlichung: 21. April 2017 Verkäufe: + 400.000   |
| 2017 | Sowieso A Mark Forster                                                               | DE22 ×3Dreifachgold · (31 Wo.)DE | AT7 Gold · (28 Wo.)AT | CH23 Gold · (27 Wo.)CH | Erstveröffentlichung: 21. April 2017 Verkäufe: + 625.000   |
| 2017 | Unendlichkeit A Cro                                                                  | DE13 ×3Dreifachgold · (22 Wo.)DE | AT15 Gold · (20 Wo.)AT | CH42 (3 Wo.)CH | Erstveröffentlichung: 2. Juni 2017 Verkäufe: + 615.000     |
| 2018 | Cool P Felix Jaehn feat. Marc E. Bassy & Gucci Mane                                  | DE39 Gold · (18 Wo.)DE | AT27 Gold · (14 Wo.)AT | — | Erstveröffentlichung: 9. Februar 2018 Verkäufe: + 215.000  |
| 2018 | Zu dir A, P Lea                                                                      | DE54 Gold · (21 Wo.)DE | — | — | Erstveröffentlichung: 25. Mai 2018 Verkäufe: + 200.000     |
| 2019 | Warte mal P Fidi Steinbeck feat. Mark Forster                                        | — | — | CH71 (1 Wo.)CH | Erstveröffentlichung: 10. November 2019                    |

## Auszeichnungen für Musikverkäufe
| Goldene Schallplatte - Belgien - 2016: für die Produktion Howling at the Moon (Milow) - Niederlande - 2017: für die Produktion Howling at the Moon (Milow) |

Anmerkung: Auszeichnungen in Ländern aus den Charttabellen bzw. Chartboxen sind in ebendiesen zu finden.
| Land/RegionAuszeichnungen für Musikverkäufe (Land/Region, Auszeichnungen, Verkäufe, Quellen) | Gold       | Platin     | Verkäufe  | Quellen           |
| -------------------------------------------------------------------------------------------- | ---------- | ---------- | --------- | ----------------- |
| Deutschland (BVMI)                                                                           | 6× Gold6   | 3× Platin3 | 2.400.000 | musikindustrie.de |
| Österreich (IFPI)                                                                            | 3× Gold3   | —          | 45.000    | ifpi.at           |
| Schweiz (IFPI)                                                                               | Gold1      | —          | 10.000    | hitparade.ch      |
| Belgien (BRMA)                                                                               | Gold1      | —          | 15.000    | ultratop.be       |
| Niederlande (NVPI)                                                                           | Gold1      | —          | 20.000    | nvpi.nl           |
| Insgesamt                                                                                    | 12× Gold12 | 3× Platin3 |           |                   |